# 계남중학교 축구부
계남중학교 축구부는 경기도 부천시에 위치한 계남중학교의 축구부이다. 계남중학교가 운영하는 축구부로 2009년에 창단 하였다.

## 같이 보기
- 계남중학교

## 참고 자료
- [초등리그 계남중 제영진 감독' “선수들의 가능성을 믿는다"]